# جايسون دونالد (دراج)
جايسون دونالد (بالإنجليزية: Jason Donald)‏ هو دراج أمريكي، ولد في 30 يناير 1980 في وينتر بارك في الولايات المتحدة.

## وصلات خارجية
- جايسون دونالد على موقع الاتحاد الدولي للدراجات (الإنجليزية)
- جايسون دونالد على موقع أرشيف الدراجات (الإنجليزية)
- جايسون دونالد على موقع إحصائيات الدراجات الإحترافية (الإنجليزية)